# Bychaguppe, Bangalore South
Bychaguppe là một làng thuộc tehsil Bangalore South, huyện Bangalore Urban, bang Karnataka, Ấn Độ.